# Chu (stato)
Chǔ (楚) fu un regno situato nell'attuale Cina centro meridionale, durante il Periodo delle primavere e degli autunni, (722-481 a.C. e il Periodo dei regni combattenti (481-221 a.C.). La famiglia dominante possedeva il cognome "mi" (芈), nome del clan "xiong" 熊, e il titolo nobiliare di "zi", corrispondente approssimativamente al nostro visconte.
Il primo nome dello Stato era Jing (荆) e successivamente Jingchu (荆楚). Al massimo della sua espansione il regno di Chu occupava una vasta area di territorio, comprendente le attuali province dello Hunan, Hubei, Chongqing, Henan, Shanghai, e parte dello Jiangsu. La capitale del regno era Ying (郢), localizzata approssimativamente nei pressi dell'attuale Jingzhou, nella provincia dell'Hubei.

## Storia
Lo Stato di Jing era popolato dall'originale popolo Chu e governato da un'aristocrazia strettamente imparentata con la dinastia dei sovrani Zhou, con capitale a Danyang. Prima della dissoluzione del potere degli Zhou, il territorio venne trasferito per autorità da Re Cheng di Zhou a Xiong Yi, dando così inizio al regno degli Zhou orientali. Nei primi anni della sua formazione, Chu fu principalmente uno Stato militare in perenne espansione, con la cattiva reputazione di annettersi tutti gli stati con il quale si era alleato. Chu crebbe da piccolo e dipendente stato a grande impero degno di rispetto, ottenendo il riconoscimento di uno dei "Cinque principali stati feudatari del Periodo delle Primavere e degli Autunni (春秋五霸). Il potere del regno continuò ad esistere anche dopo la fine del periodo delle Primavere e degli Autunni avvenuta nel 481 a.C. Nel 447 a.C. Chu annientò Cai. Tuttavia verso la fine del V secolo a.C. la corruzione si diffuse a tal punto da rendere Chu uno Stato inefficiente anche a causa degli emolumenti dovuti al numero di burocrati sempre più numerosi. Molti ufficiali non avevano dei compiti definiti, eccetto che prendere denaro. Così l'esercito perse professionalità a causa della scarsità di fondi.

### Espansione
Verso la fine del 390 a.C., re Dao di Chu (楚悼王) nominò Wu Qi suo primo ministro, che dal 380 a.C. iniziò una riforma amministrativa dello Stato allo scopo renderlo più potente ed efficiente: abbassò i salari degli ufficiali rimuovendo quelli inutili. Promulgò norme giuridiche allo scopo di rendere la capitale Ying più efficiente. Nonostante Wi Qi fosse divenuto molto impopolare le sue riforme resero lo Stato molto potente fino all'inizio del IV secolo a.C. quando predominarono gli stati Zhao e Qin
Chu con il potere delle armi conquistò gli Stati di Chen e lo Stato di Cai e sconfiggendo gli Stati di Wei e Yue. Tuttavia durante i funerali di Re Dao nel 381 a.C. Wu Qi venne assassinato da ufficiali. Durante il tardo periodo degli stati Guerrieri, Chu aumentò la pressione alle frontiere ovest di Qin, specialmente dopo la riforma amministrativa e legale di Shang Yang. Il potere e le dimensioni raggiunte dello Stato di Chu furono fondamentali per la formazioni delle alleanze contro Qin. Come Qin si espanse nei territori di Chu, Chu cercò di sfogo verso i territori meridionali e orientali, assorbendo l'influenza delle culture locali incontrate durante la sua espansione. Nel 333 a.C., Chu e Qi si spartirono lo Stato litoraneo di Yue.
Verso al fine del Periodo dei regni combattenti, approssimativamente verso la fine del IV secolo a.C., tuttavia per Chu iniziò la decadenza. Come risultato di diverse invasioni provenienti dal Zhao e Qin, Chu fu inevitabilmente annesso a Qin. Nel 278 a.C. il generale Bai Qi di Qin conquistò Ying, per cui la capitale in esilio di Chu venne trasferita nella provincia di Anhui.

### La conquista Qin (225-223 a.C.)

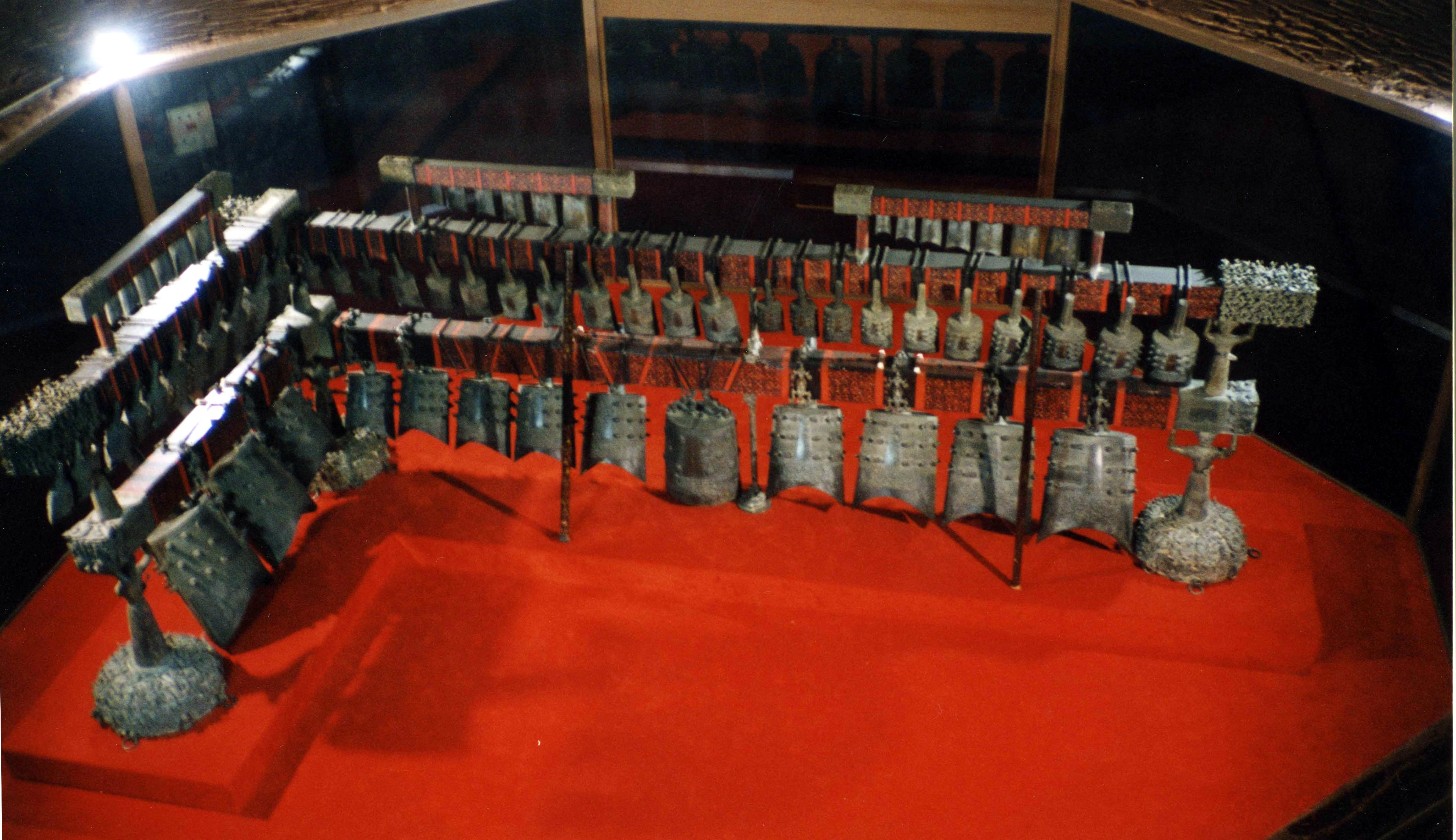
Campane di bronzo provenienti dalla tomba del marchese Yi di Zeng, 433 a.C., Stato di Chu.

Nel 225 a.C. solo tre stati sovrani rimanevano indipendenti: Chu, Yan e Qi. Lo Stato di Chu aveva ricuperato significativamente le forze per impostare una seria resistenza dopo la disastrosa sconfitta contro i Qin del 278 a.C., con la perdita della secolare ed antica capitale di Ying (Jingzhou). Nonostante la vastità del territorio e la quantità di risorse e di manodopera, il difetto principale dello Stato di Chu era il suo governo corrotto che vanificò quasi del tutto le riforme legalistiche di Wu Qi.
Ying Zheng di Qin decise di sconfiggere per primo lo Stato più forte, quello di Chu, ma la prima invasione fu un insuccesso, perché l'esercito Chu respinse le truppe Qin comandate dall'inesperto generale Li Xing, sul terreno a lui poco familiare di Huaiyang, nelle odierne province di Jiangsu e Anhui.
Nel 224 a.C., a comandare una seconda invasione alla testa di un esercito Qin di 600 000 uomini fu richiamato il famoso conquistatore dello Stato di Zhao, Wang Jian. Lo Stato di Chu non riuscì a fermare gli invasori, e dopo aver tentato una vana resistenza fu definitivamente conquistato nel 223 a.C.
Poiché lo Stato di Chu era stato l'ultimo a cadere, solo undici anni prima della morte di Qin Shihuangdi e poiché era stato risparmiato da massacri e distruzioni, divenne lo Stato leader nella ribellione contro la dinastia Qin. Alla fine, furono due uomini della terra di Chu, Liu Bang e Xiang Yu a condurre la rivolta e a combattersi a vicenda nella contesa Chu-Han. Fu Liu Bang a prevalere, e a creare la dinastia Han che regnò sulla Cina per 400 anni.
Il popolo Chu e le sue tradizioni ebbero una notevole importanza sotto la dinastia Han occidentale, e finirono con l'amalgamarsi con le tradizioni dei dominatori Qin, creando una cultura cinese unificata che emerse nel periodo della dinastia Han orientale.

## Cultura

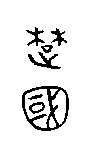
Stato di Chu
(caratteri da sigillo su bronzo, ca. 800 a.C.)

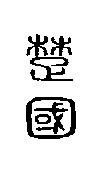
Stato di Chu
(caratteri da sigillo, 220 a.C.)

La cultura Chu emersa dagli scavi archeologici fu inizialmente simile a quella degli altri stati dell'epoca Zhou. I più antichi corredi sepolcrali consistevano principalmente di oggetti in bronzo di stile Zhou, mentre nelle tombe più tarde, specialmente quelle del Periodo dei regni combattenti, sono stati rinvenuti oggetti specificamente Chu. Una delle caratteristiche dell'arte Chu era l'uso di motivi ornamentali raffiguranti serpenti e draghi. Alcuni archeologi hanno ipotizzato che il popolo Chu potesse avere collegamenti culturali con la scomparsa dinastia Shang, che già aveva fatto uso di motivi ornamentali simili.
Una caratteristica della cultura Chu fu il suo impiego di riti sciamanici- I Chu, inoltre, svilupparono generi musicali distinti da quelli Zhou, ed usarono diversi sistemi di notazione musicale, oltre a strumenti musicali particolari.
La cultura Chu entrò spesso in contatto con le culture di altri popoli, specialmente a sud. Nel territorio Chu sono state scoperte numerose tombe e arredi funerari nello stile dei popoli Ba e Yue. Vicina alle influenze Wu-Yue, gli artigiani Chu produssero spade simili a quelle wuyue, ed impiegarono lo stile di scrittura (鸟虫文), diffuso negli stati Wu e Yue.
Sotto la prima dinastia Han la cultura Chu fu oggetto di un rinnovato interesse, e tracce dell'influenza Chu durante i primi anni della dinasti Han sono evidenti a Mawangdui. Dopo la dinastia Han, la cultura Chu si meritò una immeritata reputazione di civiltà barbara. Gli intellettuali confuciani consideravano la cultura Chu con disprezzo, criticando la musica e i rituali sciamanici ad essa associati.